# Premio de Poesía Manuel Alcántara
l Premio de Poesía Manuel Alcántara es un importante galardón literario denominado así en homenaje al escritor, poeta y máxima figura del articulismo en este país. Premiado con 6.000 euros y una escultura original de Jaime Pimentel (diseñada para este premio) está considerado como el mejor dotado de España por un único poema. Nació en el Rincón de la Victoria en 1993 y en el año 2003 pasó a organizarlo el Ayuntamiento de Málaga.
El premio goza de un gran prestigio tanto por su cuantía económica (6.000 €) como por el reconocimiento de las personas ganadoras en ediciones anteriores entre los que se pueden destacar a María Sanz, Antonio Hernández, Félix Grande, Rosa Romojaro Montero, Santos Domínguez o Luis Alberto de Cuenca. El premio está patrocinado por el Ayuntamiento de Málaga, Fundación Unicaja y Fundación Manuel Alcántara que, desde el año 2011, entrega el premio en metálico al ganador, es indivisible y no puede declararse desierto.
El jurado del Premio Manuel Alcántara está integrado por poetas, escritores, críticos, académicos, profesores o personalidades relevantes de las Letras. La convocatoria del premio se suele llevar a cabo el 10 de enero, coincidiendo con el cumpleaños de Alcántara, y se entrega en junio de ese año en el Castillo de Gibralfaro (Málaga).
Premiados:
- María Sanz 1993
- Cayetano Luca de Tena y Lazo 1994
- Antonio Hernández 1995
- Félix Grande Lara 1996
- José A. Ramírez Lozano 1997
- Antonio Cabrera Serrano 1998
- Rosa Romojaro Montero 1999
- Juan Carlos Jurado Zambrana 2000
- Vicente Gallego 2001
- Joaquín Ríos 2002
- Arturo Tendero 2003
- Antonio Martínez Carrión 2004
- Tomás Hernández Molina 2005
- Emilio Quintanilla Buey 2006
- Pedro A. González Moreno 2007
- Santos Domínguez 2008
- Luis Alberto de Cuenca 2009
- Joaquín Márquez Ruiz 2010
- Juan Carlos Abril 2011
- Juan Vicente Piqueras 2012